# Aeolus elegantulus
Aeolus elegantulus là một loài bọ cánh cứng trong họ Elateridae. Loài này được Burmeister miêu tả khoa học năm 1875.